# Peter Horbury
Peter Horbury (* 27. Januar 1950 in Alnwick; † 29. Juni 2023 in China) war ein britischer Autodesigner und Chefdesigner bei Volvo. 

## Biografie
Horbury besuchte die King Edward VII School in Sheffield. Er studierte am College of Art in Newcastle upon Tyne und machte 1972 seinen Abschluss in Industriedesign. Später studierte er noch am Royal College of Art in London (Master-Abschluss 1974 in Autodesign). Er wurde vom britischen Magazin Autocar zum Designer of the Year 1998 gekürt und hat in seiner 35-jährigen Karriere über sechzig Autos, Busse, Trucks und Motorräder entworfen.
Peter Horbury starb im Juni 2023 im Alter von 73 Jahren in China.

## Von Horbury entworfene Autos (Auswahl)

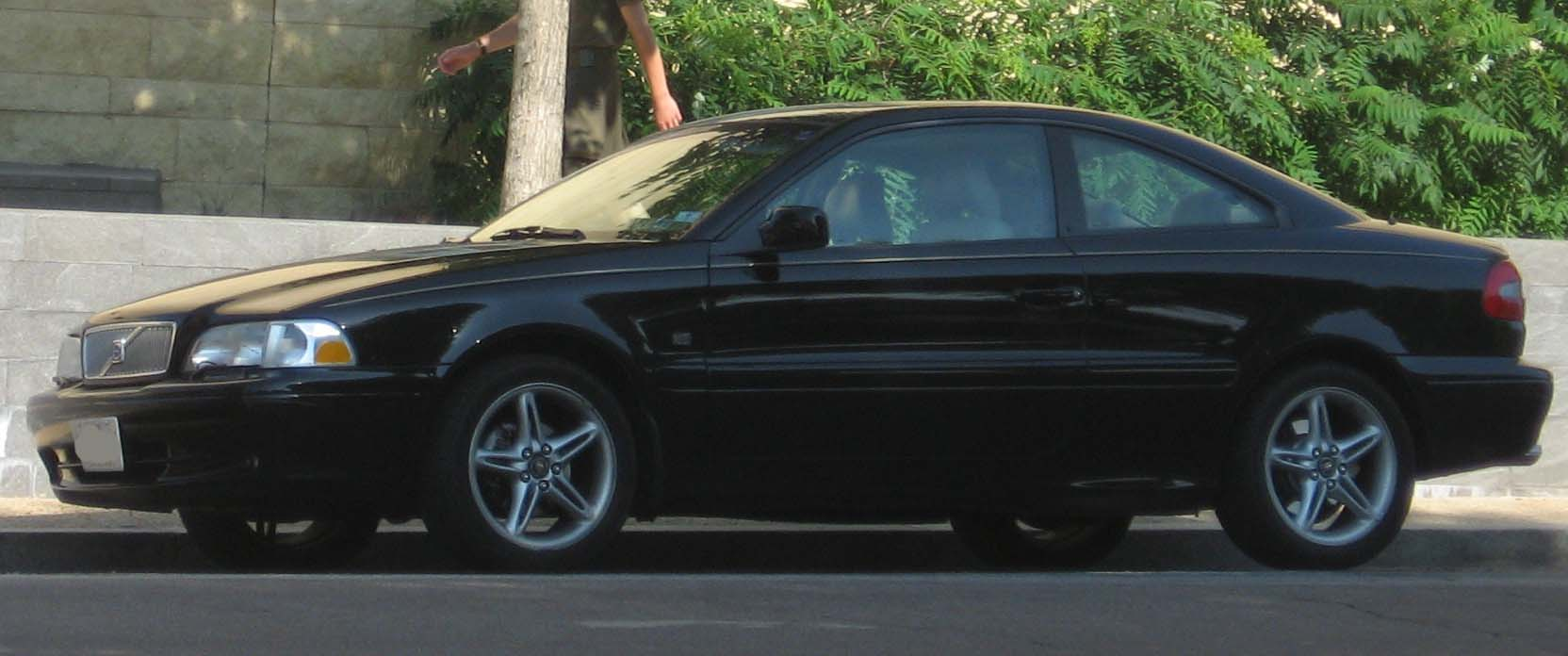
Volvo C70
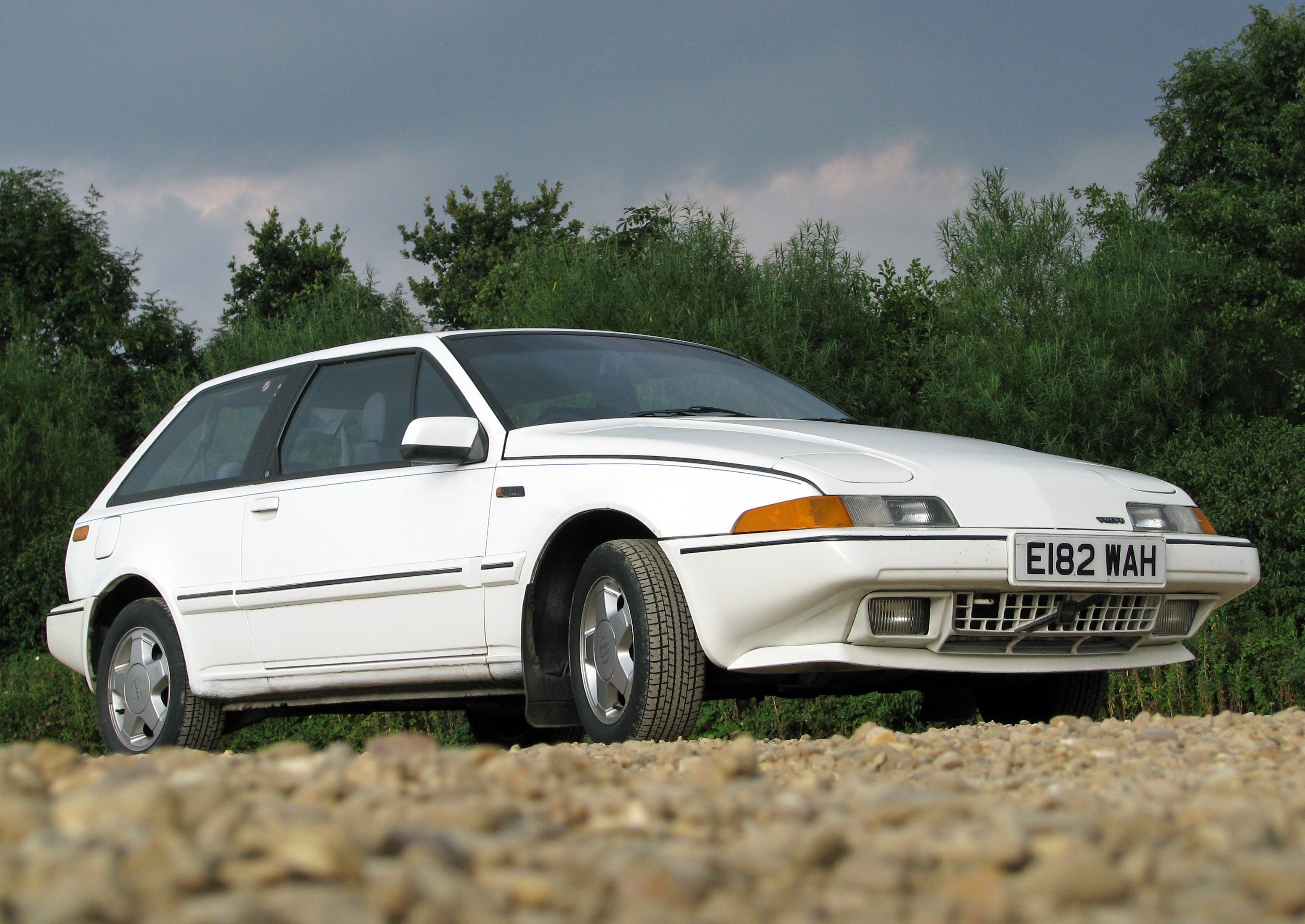
Volvo 480 ES
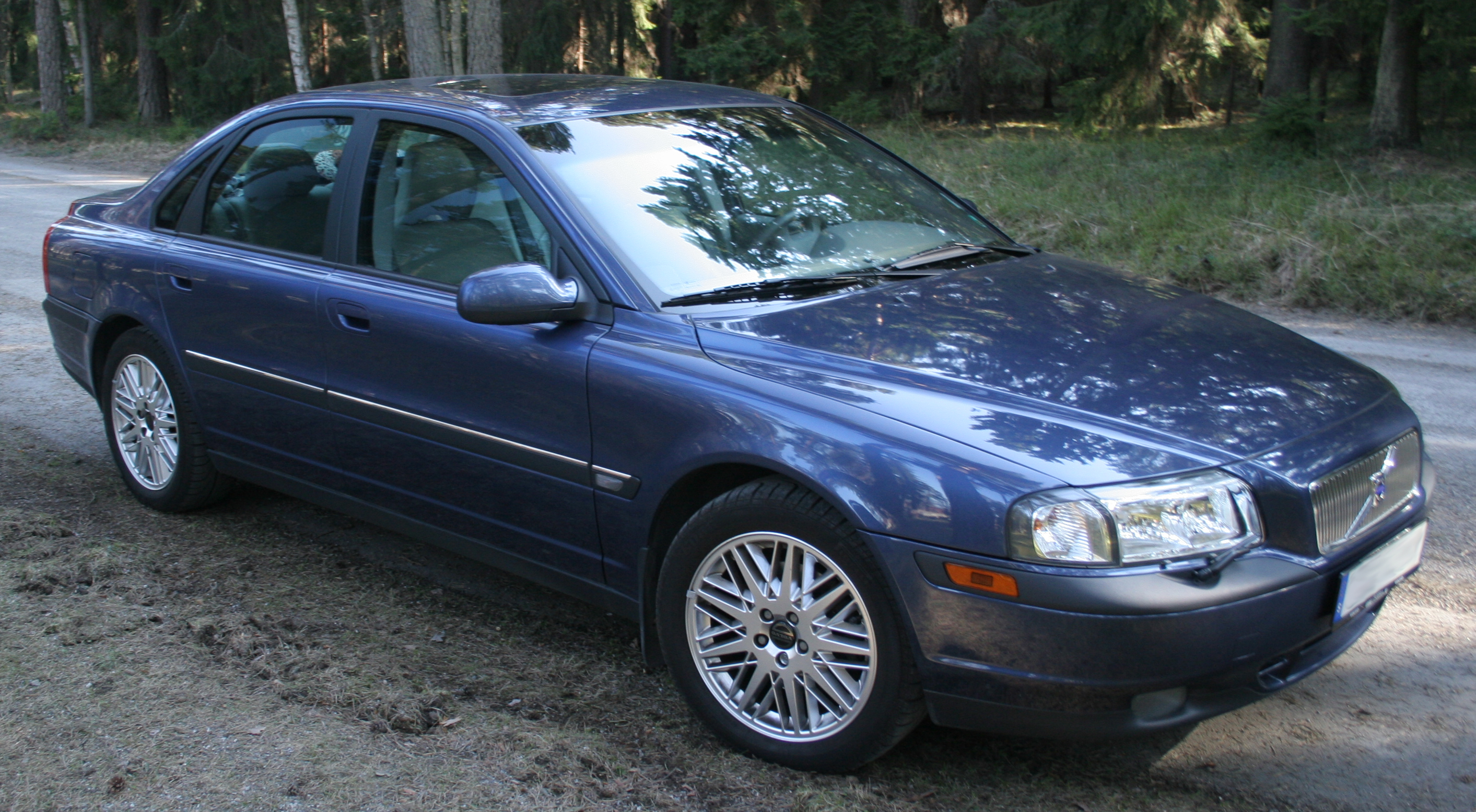
Volvo S80
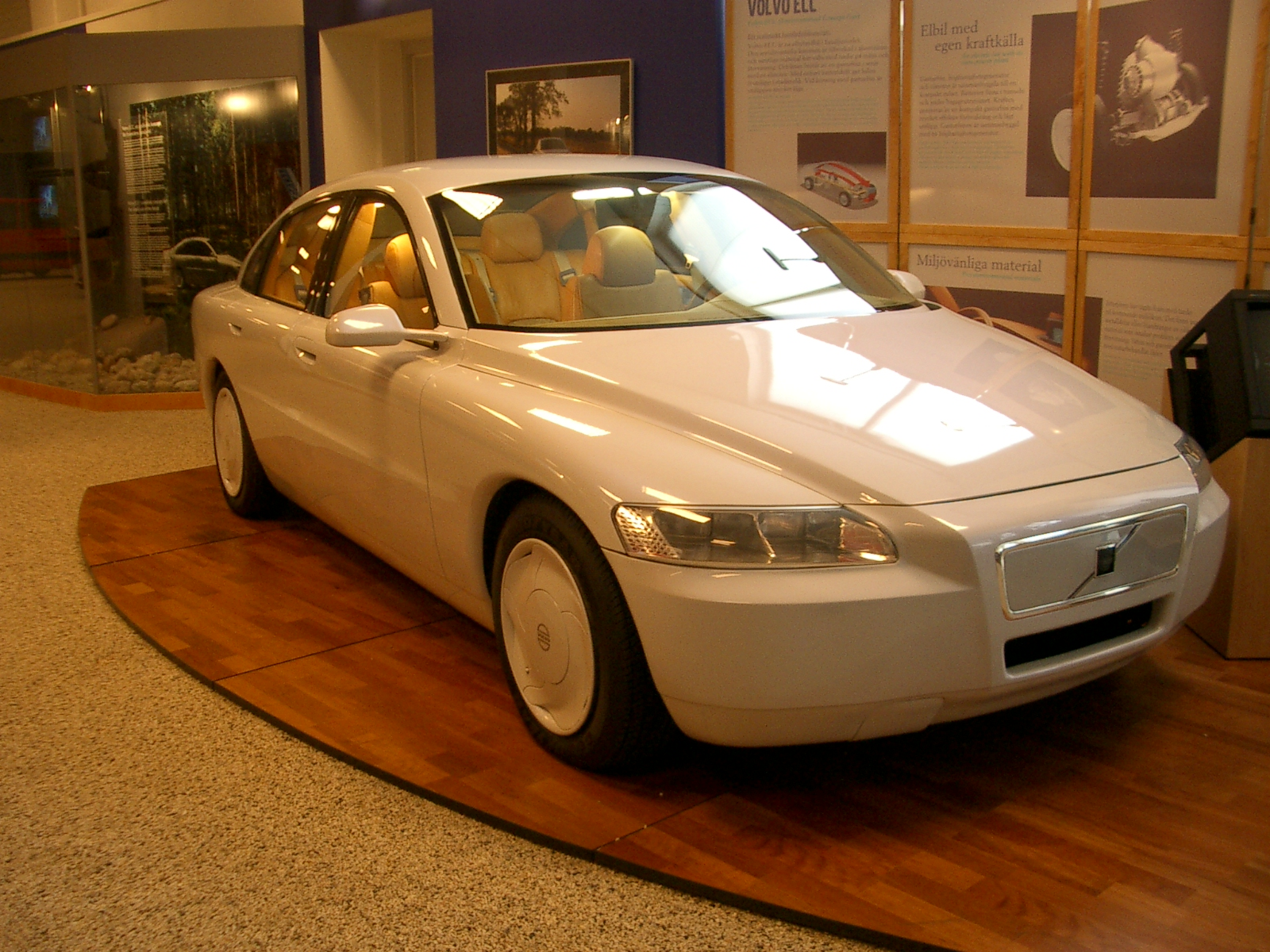
Volvo ECC
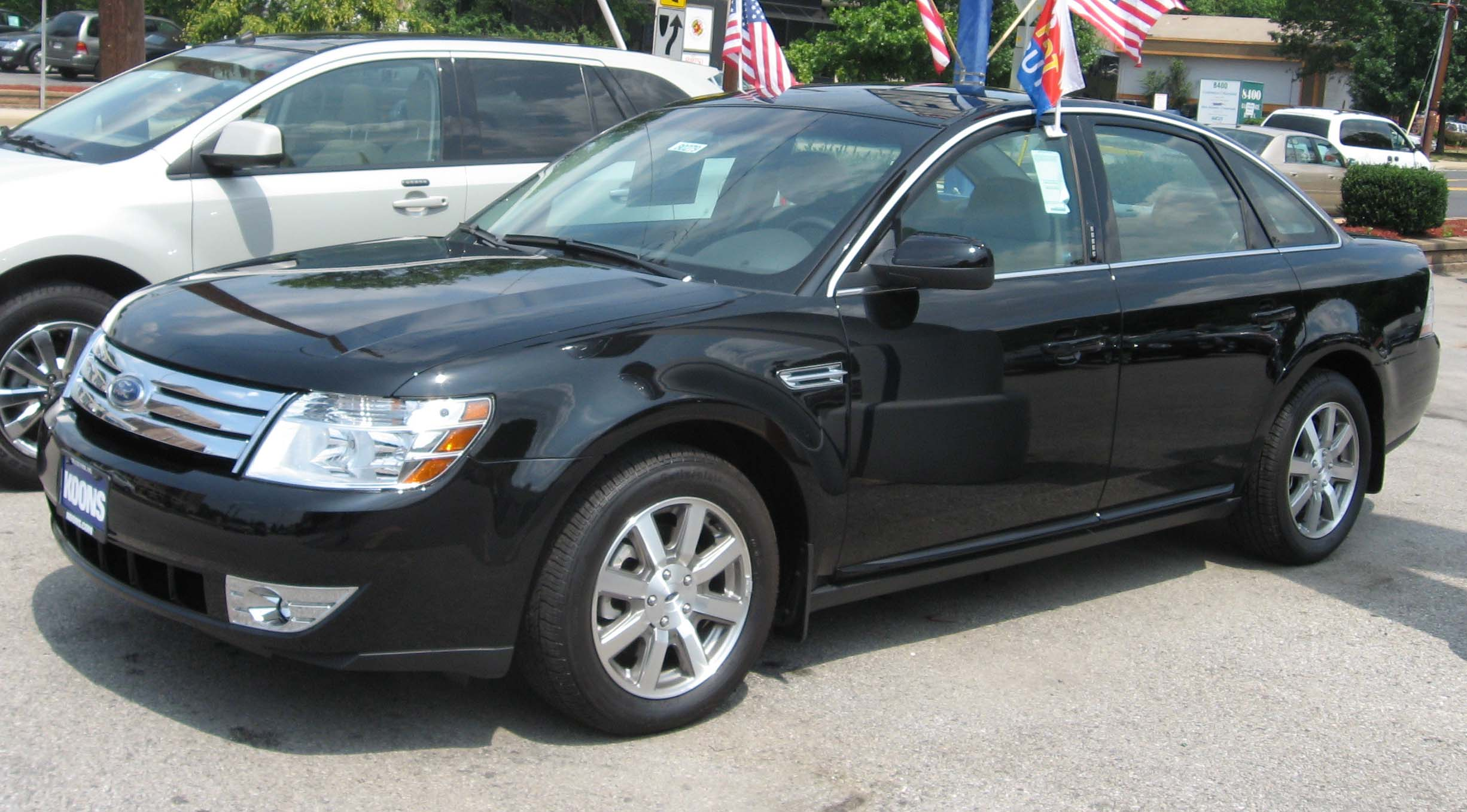
Ford Taurus 2008
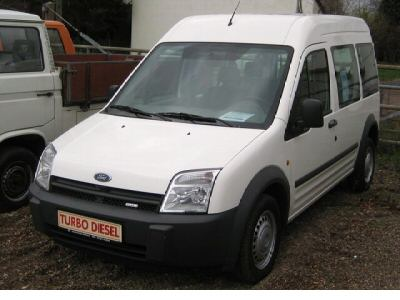
Ford Transit Connect
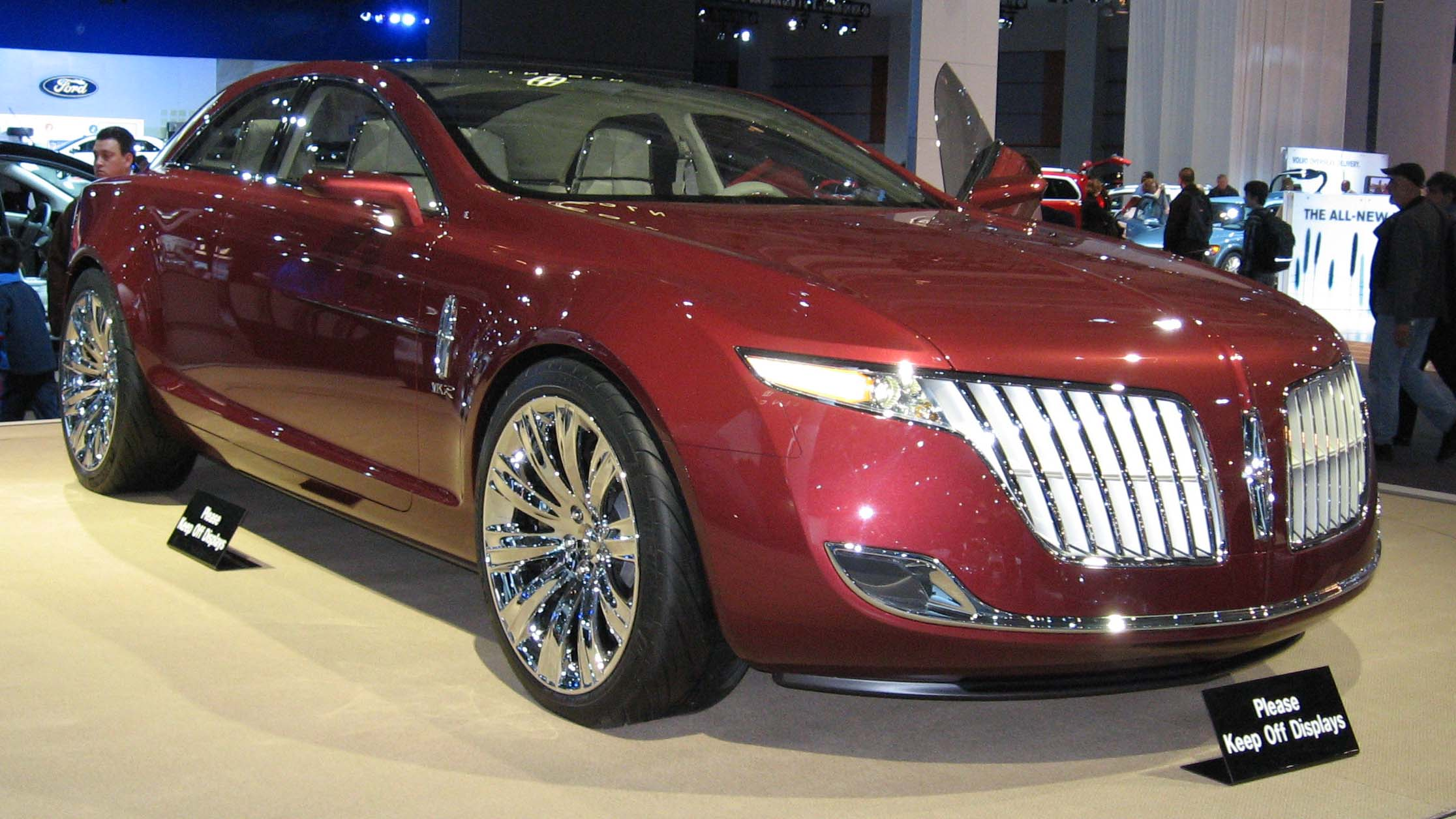
Lincoln MKR
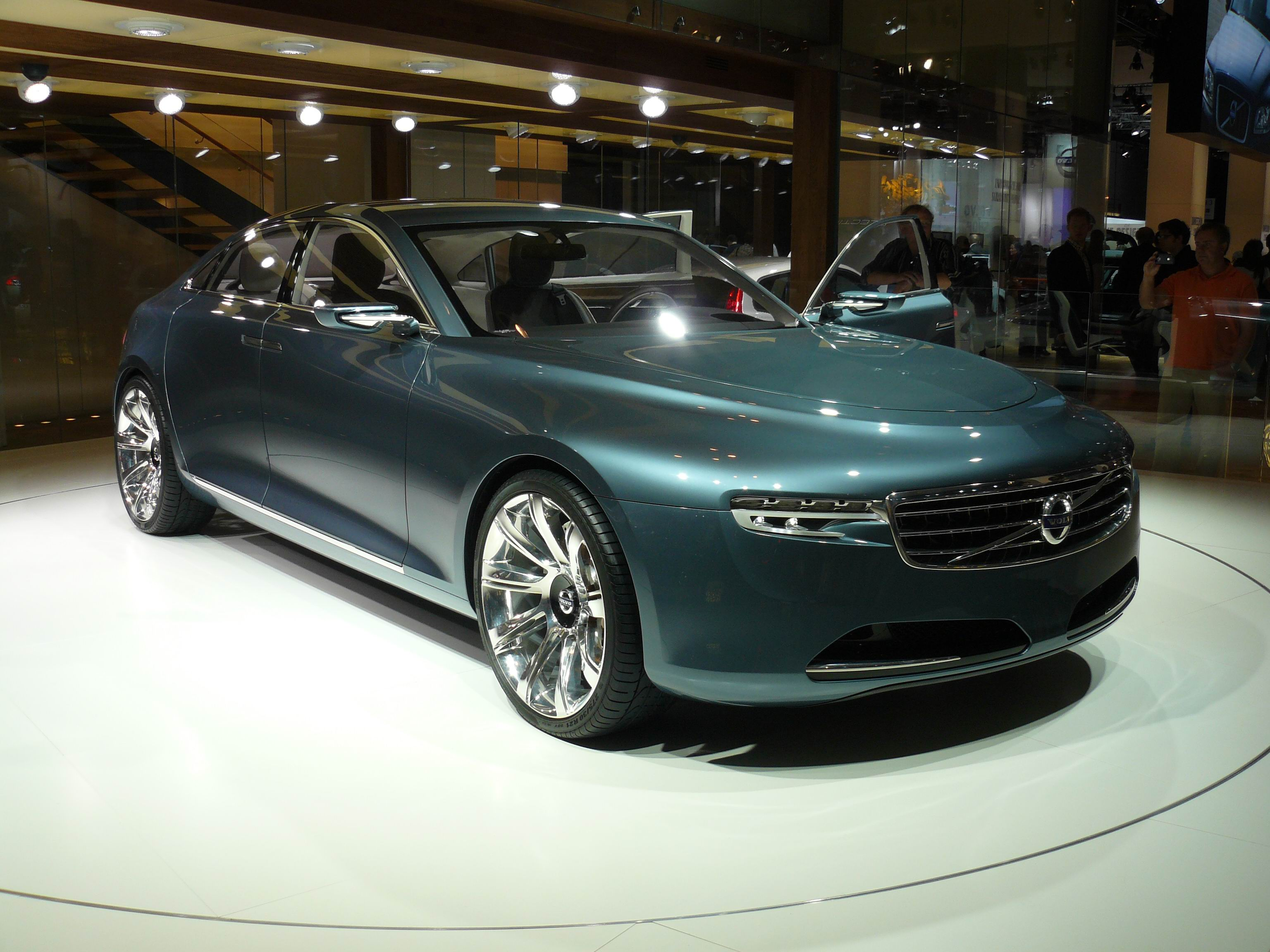
Volvo Concept You auf der Internationalen Automobil-Ausstellung 2011
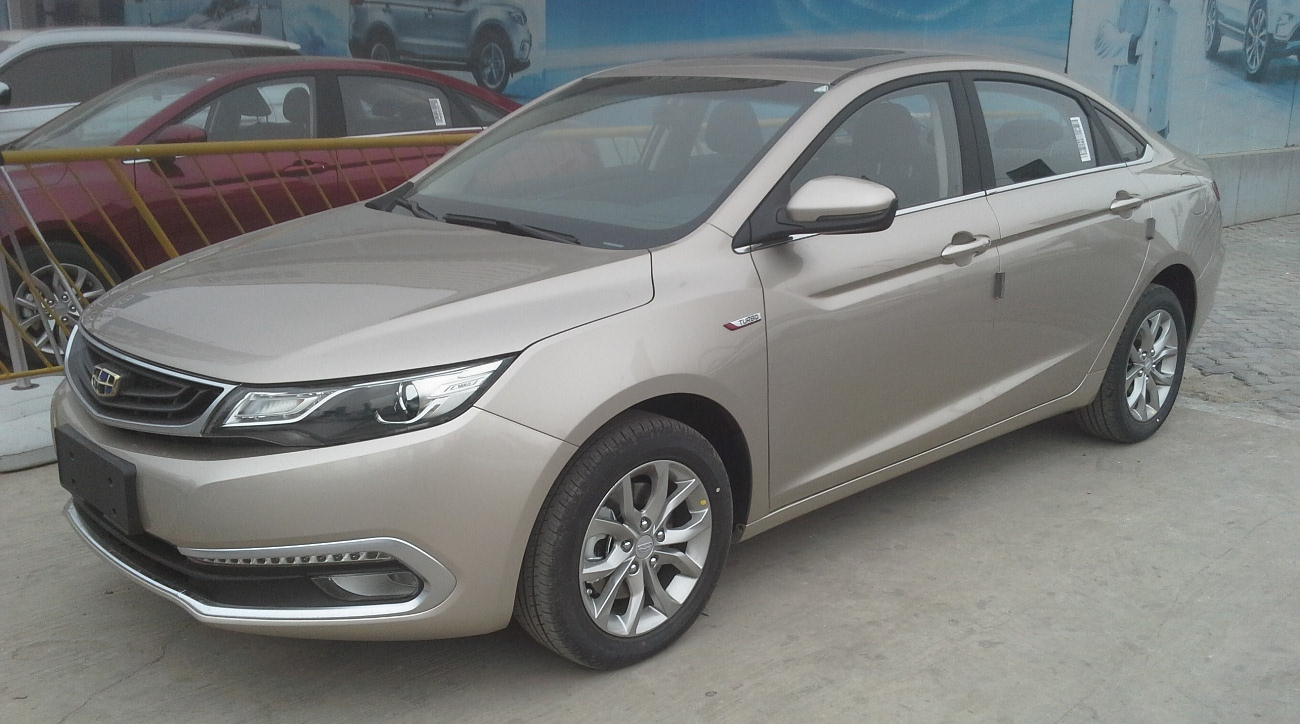
Geely GL
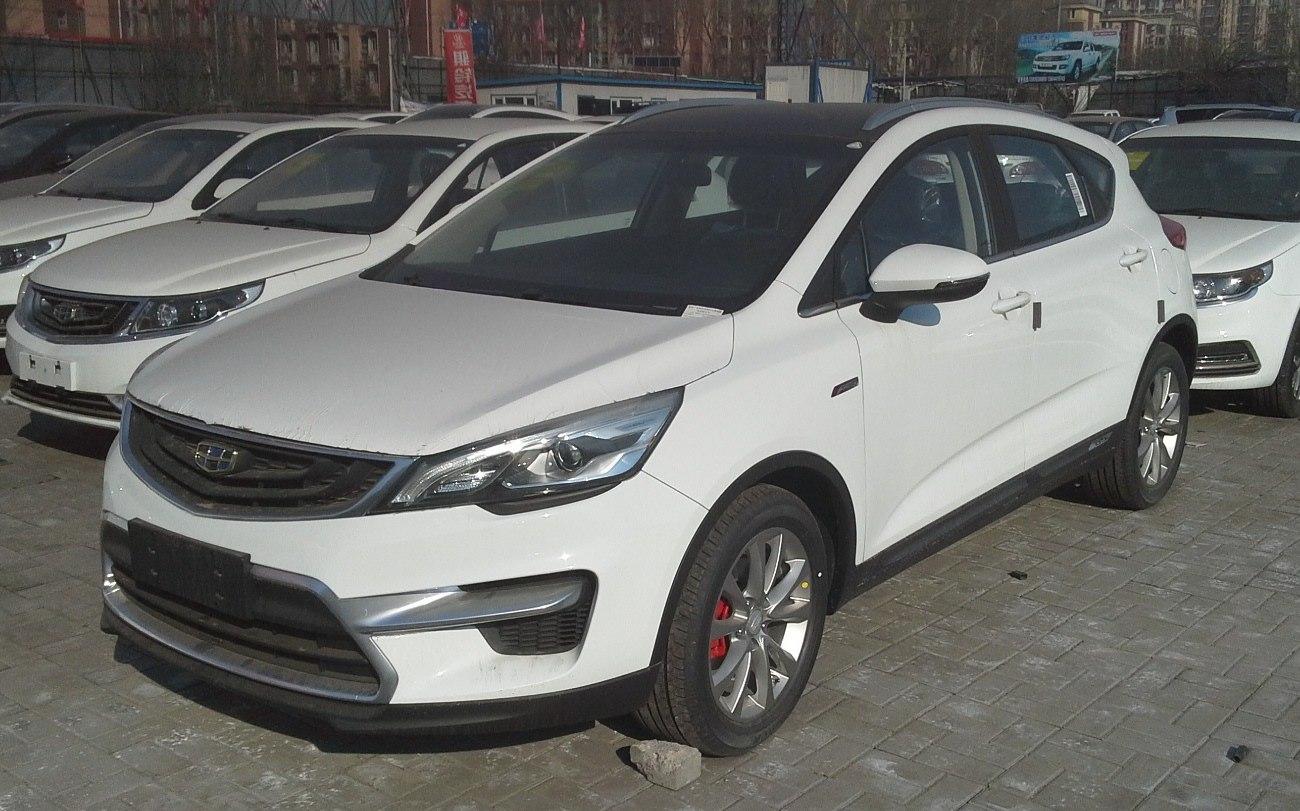
Geely GS
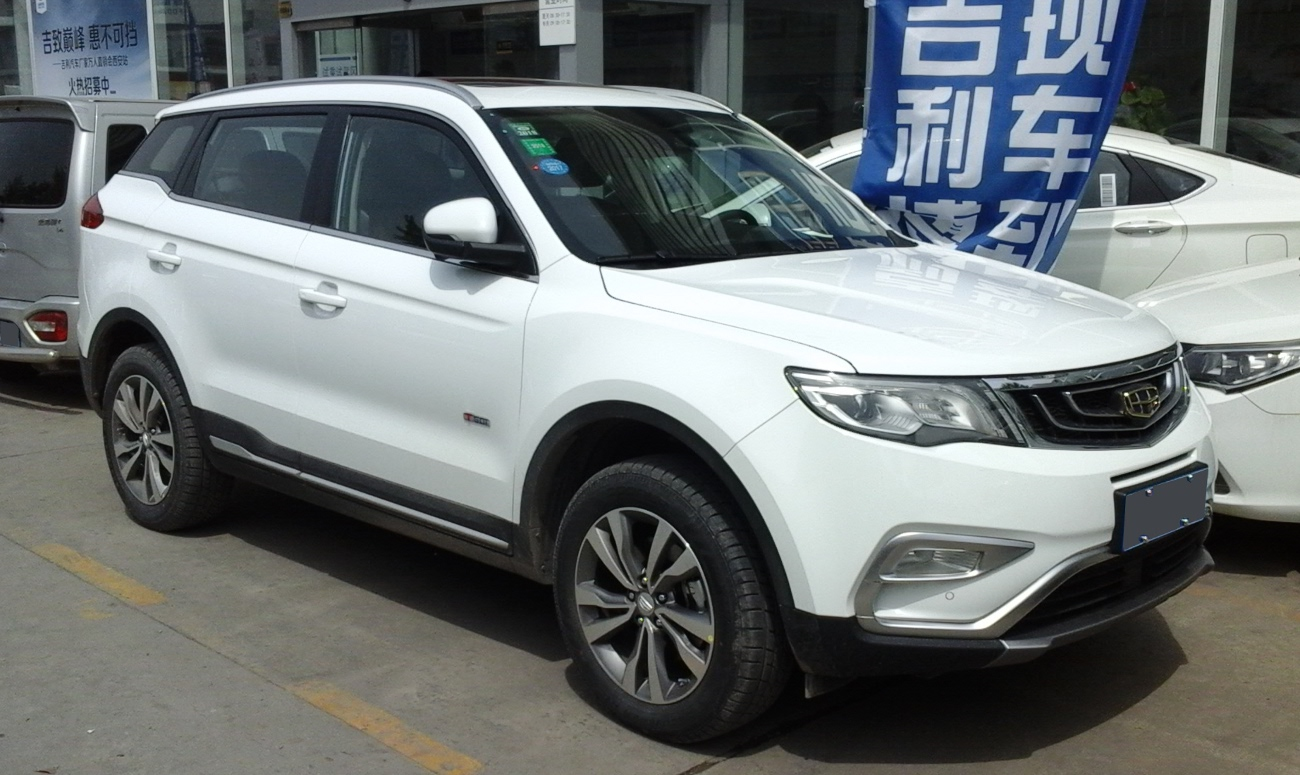
Geely Boyue